# مترینگ خالص

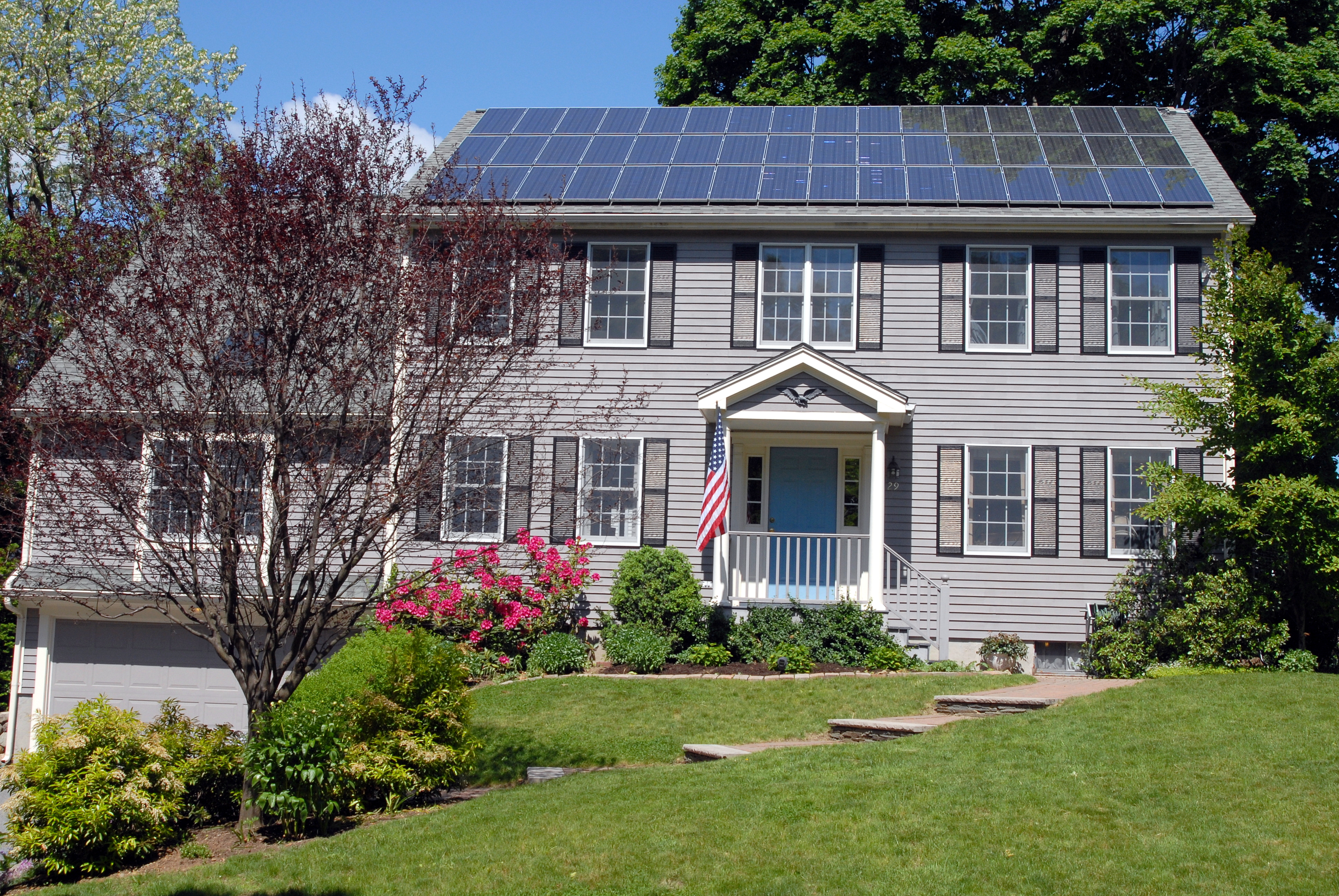
مترینگ خالص (به انگلیسی: Net metering) یک روش محاسبه میزان برق، برای مصرف کنندگان کوچک و متوسط است، که دارای تجهیزات تولید انرژی‌های تجدیدپذیر (مانند: توان بادی، انرژی خورشیدی و پیل‌های سوختی) می‌باشند.